# Cebrennus villosus
Cebrennus villosus är en spindelart som först beskrevs av Jean-François Jézéquel och Junqua 1966.  Cebrennus villosus ingår i släktet Cebrennus och familjen jättekrabbspindlar.
Artens utbredningsområde är Algeriet. Inga underarter finns listade i Catalogue of Life.